# Ignace Henry
Perpète-Ignace Henry (Dinant 11 januari 1794 - 11 september 1890) was lid van het Belgisch Nationaal Congres en magistraat.

## Levensloop
Joseph Henry (1715-1784) was de eerste Henry die zich vanuit Haybes in Dinant kwam vestigen. Zijn zoon, Pierre-Joseph Henry (1759-1849) trouwde met Marie-Catherine Bourguignon (1756-1855) en stichtte een bank. Ze hadden vier zoons: Nicolas (1792-1863), die notaris werd in Florennes, Perpète-Ignace, Perpète (1796-1877) die burgemeester werd van Lisogne en een papierfabriek leidde en Henry-Joseph (1799-1855) bankier en ook burgemeester van Lisogne, die met Isabelle Libert (1814-1871) tien kinderen had. Het zijn hun vijf kleinzoons die in 1921 de toestemming kregen 'de Frahan' bij hun naam te voegen en die in 1923 in de adelstand werden opgenomen.
Perpète-Ignace Henry trouwde met Ermeline Libert en ze hadden drie dochters, Marie, Clémence en Ernestine, en een zoon, Alix Henry (1839-1928) met nageslacht tot heden. Ignace Henry behaalde zijn doctoraat in de rechten in 1816. In 1818 werd hij pleitbezorger bij de rechtbank van Dinant, waar hij door het Voorlopig Bewind op 16 oktober 1830 tot rechter werd benoemd. In 1838 werd hij voorzitter van de rechtbank van eerste aanleg in Dinant.
Hij werd tot lid verkozen van het Nationaal Congres voor het arrondissement Dinant. Hij kwam driemaal uitgebreid tussen in de debatten. De eerste maal was het om de argumenten in het voordeel van een senaat te ontwikkelen, de tweede maal om een voorstel van te volgen procedure te doen voor het geval de koning zou weigeren een wet te ondertekenen en de derde over de militaire oefeningen op te leggen aan de leden van de Burgerwacht. Hij stemde altijd met de meerderheid: voor de onafhankelijkheidsverklaring, voor de eeuwigdurende uitsluiting van de Nassaus, voor de hertog van Nemours, voor Surlet de Chokier, voor Leopold van Saksen Coburg en voor de aanvaarding van het Verdrag der XVIII artikelen.
In 1831 werd hij lid van de provincieraad van Namen, en was er van 1838 tot 1848 ondervoorzitter van.
Toen hij stierf was hij een van de laatste overlevenden onder de leden van het Nationaal Congres.